# Tineke Bartels
Martina Maria Anna Antonia "Tineke" Bartels-de Vries, född den 6 februari 1951 i Eindhoven i Nederländerna, är en nederländsk ryttare.
Bartels tog OS-silver i lagtävlingen i dressyr i samband med de olympiska ridsporttävlingarna 1992 i Barcelona. Fyra år senare gjorde hon om bedriften med OS-silver i lagtävlingen i dressyr i samband med de olympiska ridsporttävlingarna 1996 i Atlanta. Bartels tävlade i fyra sommarolympiader med start 1984. Samma år såg Tineke Bartels make, den förutvarande ryttaren Joep Bartels på samma sommarolympiad Reiner Klimke med hästen Ahlerich uppträda framför publik i en form av freestyle dressyr till John Williams 'Olympic Fanfare' vid 1984 års sommar-OS. Inspirerad av detta framträdandet kom han på idén att skapa en freestyle dressyrtävling. Ett år senare hölls den första World Cup Dressage Final. Deras gemensamma dotter, ryttarinnan Imke Schellekens-Bartels har också tävlat i sommarolympiader, 2004 i Aten och 2008 i Peking.
Bartels blev också silvermedaljör i lagtävlingen vid Världsmästerskapet i dressyr 1986 och i Europamästerskapet i dressyr 1995 samt bronsmedaljör i Europamästerskapet i dressyr 1987 och 1991. 1994 blev hon belönad med den civila och militära, nederländska Oranien-Nassauorden (Companion of the Order of Orange-Nassau).